# Ercsey Sándor
Téglási Ercsey Sándor (Nagyszalonta, 1827. szeptember 2. – Nagyszalonta, 1898. július 23.) ügyvéd, birtokos, irodalomtörténész. Arany János (1817–1882) költő sógora, Ercsey Julianna (1818–1885) testvére.

## Életpályája
A Debreceni Református Kollégiumban tanult jogot. 1846-ban Bihar vármegyében folytatott joggyakorlatot. 1847-ben a pozsonyi országgyűlésen a vármegye követe volt. 1848-tól Bihar vármegyében esküdt volt. 1850–1858 között Nagyszalontán volt ügyvéd. 1858-tól gazdálkodással foglalkozott. 1859-ben Nagyszalonta tanácsbírája lett. 1881-ben Debrecenben részt vett az egyházmegye zsinatán.

## Művei
- Arany János életéből (Budapest, 1883)